# Denton (Cambridgeshire)
Pour les articles homonymes, voir Denton.
Denton est un village du Cambridgeshire, en Angleterre.